# سیارک ۸۲۸۲
سیارک ۸۲۸۲ (به انگلیسی: 8282 Delp، نامگذاری:1991RR40) هشت هزار و دویست و هشتاد و دومین سیارک کشف شده‌است که در ۱۰ سپتامبر ۱۹۹۱ کشف شد.
قدر مطلق سیارک برابر ۱۳٫۱۰ است.